# Alaptus pallidornis
Alaptus pallidornis är en stekelart som beskrevs av Förster 1856. Alaptus pallidornis ingår i släktet Alaptus, och familjen dvärgsteklar. Arten är reproducerande i Sverige.